# Табаровський Борис Мойсейович
Табаровський Борис Мойсейович (5 грудня 1923, Харків, Харківська округа Харківської губернії — 29 вересня 2004, Харків, Україна) — радянський та український актор театру, народний артист УРСР.

## Біографія
Народився Борис Мойсейович у Харкові 5 грудня 1923 року.
Протягом осені 1942 року — весни 1945 року брав участь у Другій світовій війні в якості розвідника.
Після демобілізації вступив до Харківського театрального інституту, де навчався у 1946—1950 роках (курс народного артиста СРСР О. Г. Крамова).
Одночасно зі вступом отримав роботу у Харківському драматичному театрі ім. О. С. Пушкіна, де пропрацював до 2002 р, зіграв понад півтори сотні ролей.
У 2003 році, вже будучи на пенсії, видав книгу спогадів про війну "Негероические воспоминания о войне", висвітливши цікаві та смішні випадки зі свого життя.
Помер 29 вересня 2004 у Харкові.

### у кіно
1969 року на екрани вийшов філм Віктора Трегубовича «На війні як на війні», у якому Борис Табаровський зіграв роль гвардії лейтенанта Беззубцева — нового комбата.